# Илия Кръстин
Илия Кръстин е български учител и революционер, деец на Вътрешната македоно-одринска революционна организация от Македония.

## Биография
Роден е в Скребатно, тогава в Османската империя. Учи в Солунската българска мъжка гимназия. Към 1900 година работи като учител в Неврокоп заедно с Иван Бележков. Става деец на Вътрешната македоно-одринска революционна организация и участва активно в националноосвободителните борби на българите. Арестуван е от властите за революционна дейност и е осъден на 101 години затвор. Освободен е след амнистия и се изселва в Свободна България. Установява се в село Ели дере, Пазарджишко. В Ели дере работи като учител в местното училище.
Синовете му Иван Кръстин и Любен Кръстин са комунистически дейци, убити след Септемврийското въстание в 1923 година.